# 이토시
이토시(일본어: 伊東市)는 일본 시즈오카현 동부에 있는 도시이다.

## 지리
이즈반도 동안에 위치하며 도쿄 주변의 온천 휴양지 중 하나로 알려져 있다. 사가미만의 리아스식 해안은 명승지이고 시의 대부분은 후지하코네이즈 국립공원의 일부에 해당한다.

## 역사
에도 시대 말엽에 이곳에는 15개의 작은 농어촌들이 존재했다.
- 1889년 4월 1일 - 정촌제 시행으로 가모군 쓰시마촌, 이토촌, 고무로촌, 우사미촌 등 4개 촌이 탄생하였다.
- 1896년 4월 1일 - 4개 촌이 모두 가모군에서 다가타군으로 이관되었다.
- 1906년 1월 1일 - 이토촌이 정으로 승격해 이토정이 되었다.
- 1947년 8월 10일 - 이토정과 고무로촌이 합병하여 시로 승격해 이토시가 되었다.
- 1950년 - 일본의 국제관광온천문화도시로 지정되었다.
- 1955년 4월 1일 - 쓰시마촌과 우사미촌이 이토시에 편입되었다.

## 경제
지역 경제는 주로 온천 휴양지와 해양 스포츠 활동을 포함한 관광업과 어업이다.

## 교통

### 철도
- 도카이 여객철도 이토선
- 이즈 급행 이즈 급행선

### 도로
- 국도 제135호선

## 인구
| 연도 | 인구   | ±%     |
| ---- | ------ | ------ |
| 1940 | 33,884 | —      |
| 1950 | 48,533 | +43.2% |
| 1960 | 54,564 | +12.4% |
| 1970 | 63,003 | +15.5% |
| 1980 | 69,638 | +10.5% |
| 1990 | 71,223 | +2.3%  |
| 2000 | 71,720 | +0.7%  |
| 2010 | 71,439 | −0.4%  |

## 자매 도시
- 일본 나가노현 스와시
- 영국 미드웨이
- 이탈리아 리에티